# Coleophora obscuripalpella
Coleophora obscuripalpella is een vlinder uit de familie kokermotten (Coleophoridae). De wetenschappelijke naam is voor het eerst geldig gepubliceerd in 1941 door Kanerva.
De soort komt voor in Europa.